# ارینا مایستروک
ارینا مایستروک (اوکراینی: Ірина Майструк؛ زادهٔ ۲۳ اکتبر ۱۹۸۷) ورزشکار ورزش شنا اهل اوکراین است.